# Maprotilină
Maprotilina (cu denumirea comercială Ludiomil, printre altele) este un medicament antidepresiv atipic (și tetraciclic), fiind utilizat în tratamentul depresiei majore. Căile de administrare disponibile sunt orală, intravenoasă și intramusculară. Prezintă o eficacitate terapeutică similară cu cea a moclobemidului.